# 道の駅奥熊野古道ほんぐう
道の駅奥熊野古道ほんぐう（みちのえき おくくまのこどうほんぐう）は、和歌山県田辺市本宮町伏拝にある国道168号の道の駅である。
名称は、田辺市合併前の所在地が本宮町であったことによる。

## 概要
芝生広場や多目的広場野外ステージを備える熊野古道へのアクセス拠点。有名な湯の峰温泉、川湯温泉、渡瀬温泉もそれぞれ車で15分以内。

## 施設
- 駐車場
  - 普通車：50台   大型車：2台   身障者用駐車場：2台
- トイレ
  - 男：大・小9   女：7   身障者用：2
- 公衆電話
- 休憩コーナー
- 情報提供・物産販売所
- レストラン（8:00 - 18:00）
- 芝生広場、多目的広場

### 管理団体
- 株式会社奥熊野本宮

## 休館日
- 年中無休

## アクセス
- JR紀勢本線(きのくに線)紀伊田辺駅から、龍神自動車の路線バス【発心門王子】行きで約2時間20分　｢道の駅奥熊野｣停留所下車すぐ。【道の駅奥熊野】行きで終点下車すぐ。
- 本宮大社前から龍神自動車　奈良交通　十津川村営バスで約5分｢道の駅奥熊野｣下車すぐ。
- 国道168号 - 登録路線

## 周辺
- 熊野古道
- 熊野本宮大社
- 熊野川
- 川湯温泉
- 渡瀬温泉
- 湯の峰温泉